# Najee's Theme
Najee's Theme es el primer álbum de estudio del músico estadounidense Najee, publicado en 1986 por EMI America Records.
La canción que da nombre al álbum recibió una nominación a la mejor interpretación instrumental de R&B en la 30.ª edición de los Premios Grammy.

## Recepción de la crítica
La revista Billboard dijo: “El saxofonista alto está lejos de ser un peso pesado en su instrumento, pero la intención aquí era crear un álbum que pudiera atravesar el formato de tormenta tranquila de la radio urbana—Najee y compañía triunfan admirablemente”. En una reseña en retrospectiva, Peggy Oliver de The Urban Music Scene escribió: “Es difícil imaginar que han pasado treinta años desde que el sencillo «Najee's Theme» y el álbum de apoyo arrasaron las listas de éxitos de R&B y jazz, lo que para una grabación debut fue un logro notable en sí mismo”. El sitio web The New Pittsburgh Courier dijo que Najee, “se convirtió en un nombre importante en los círculos de música instrumental y jazz después de publicar ”Najee's Theme» en 1986”.

## Lista de canciones
| Day Side |                       |                                                    |                |          |  |
| N.º      | Título                | Escritor(es)                                       | Productor(es)  | Duración |  |
| 1.       | «Feel So Good to Me»  | Rahni Song Zack Vaz                                | Song           | 4:42     |  |
| 2.       | «Najee's Theme»       | Song                                               | Song           | 4:36     |  |
| 3.       | «For the Love of You» | Charlie Elgart Jerome Najee Rasheed Regis Ferguson | Elgart Rasheed | 5:02     |  |
| 4.       | «Can't Hide Love»     | Skip Scarborough                                   | Elgart Rasheed | 5:10     |  |
| 5.       | «We're Still Family»  | Song                                               | Song           | 4:42     |  |

| Night Side |                     |                                     |                |          |  |
| N.º        | Título              | Escritor(es)                        | Productor(es)  | Duración |  |
| 1.         | «Sweet Love»        | Anita Baker Gary Bias Louis Johnson | Song           | 4:45     |  |
| 2.         | «Betcha Don't Know» | Song                                | Song           | 5:50     |  |
| 3.         | «What You Do To Me» | Rasheed Onaje Allan Gumbs           | Elgart Rasheed | 5:14     |  |
| 4.         | «Mysterious»        | Wayne Brathwaite                    | Elgart Rasheed | 4:06     |  |

## Créditos y personal
Créditos adaptados desde las notas de álbum.
Músicos
- Jerome Najee Rasheed – saxofón alto y soprano, flauta, teclado drum programming
- Barry Johnson – guitarra bajo
- Fareed – guitarra
- Kris Kellow – synth bass
- Wayne Brathwaite – synth bass
- Regis Branson – synth bass, voces
- Rahni Song – teclado, synth bass, drum programming, coros
- Charles Elgart – teclado, drum programming
- Peter Tateo – percusión
- Zachary Harris – percusión, voces
- Andricka, Billy Rucker, John White, Karen Marshall, Scott White, Tanya Willoughby, Tracey Clay, Vanessa Anderson – voces

Personal técnico
- Jerome Najee Rasheed – productor (3, 4, 8, 9)
- Rahni Song – productor (3, 4, 8, 9), programación
- Charles Elgart – productor (1, 2, 5–7), programación
- Anne L. Thomas – coordinador (administración)
- Zack Vaz – coordinador (producción)
- Andre DeBourg, Arthur Zarate, Kurt Upper, Larry DeCarmine, Roey Shamir – ingeniero de audio
- Anthony Saunders, Howard Sutherland, Hugh “Big Beat” Nanton, Luiz duRocher – ingeniero asistente
- Beau Huggins – productor ejecutivo
- Jack Skinner – masterización

Diseño
- Henry Marquez – director artístico
- Carol Chen – diseño de portada
- Carol Weinberg – fotografía

## Posicionamiento
| Gráficas (1987)                                     | Pico de posición |
| --------------------------------------------------- | ---------------- |
| Estados Unidos (Billboard 200)                      | 56               |
| Estados Unidos (Billboard Contemporary Jazz Albums) | 1                |
| Estados Unidos (Billboard Top R&B/Hip-Hop Albums)   | 12               |

## Certificaciones y ventas
| País                  | Certificación | Ventas  |
| --------------------- | ------------- | ------- |
| Estados Unidos (RIAA) | Oro           | 500,000 |